# Kolberger Totentanz

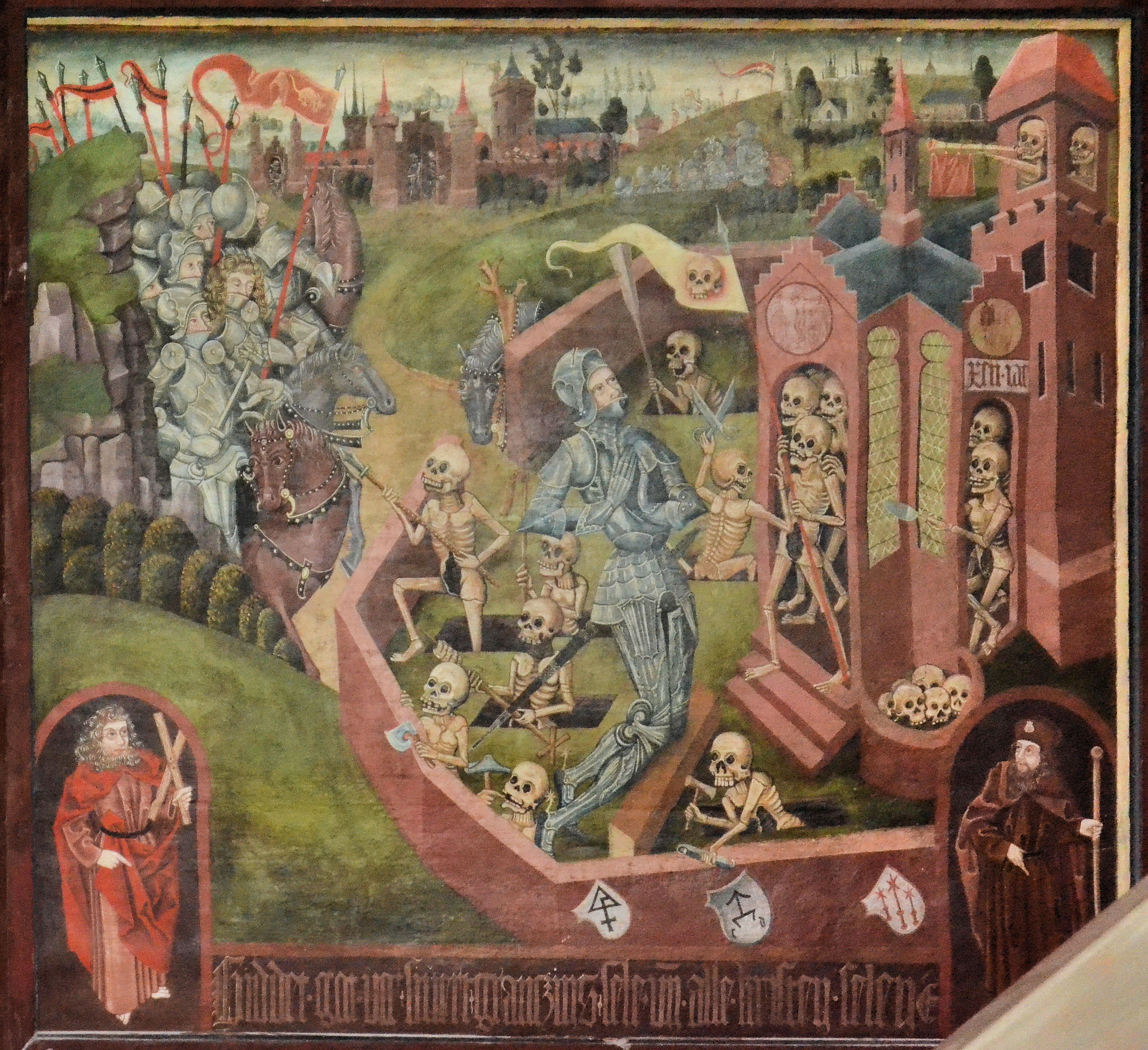
Kolberger Totentanz

Der Kolberger Totentanz ist eine mittelalterliche Malerei an der Westseite der nördlichen Empore im Kolberger Dom.

## Einordnung
Ein Totentanz versinnbildlicht die mittelalterliche Vorstellungswelt, dass der Tod bzw. die Toten den Menschen zu seinem letzten Schritt auffordern. In solchen mittelalterlichen Gemälden sind es die Toten, die die Lebenden abholen und in gleichförmiger Gliederkette einen Reigen mit ihnen schreiten. Aus diesem Schreittanz wird später ein gesprungener Tanz, in dem die Toten die Lebenden vorwärtsstoßen.
Das Kolberger Gemälde ist aber anderer Art und bezieht sich auf den Armseelenkult. So wie die Lebenden nach kirchlichem Glauben den Seelen im Fegefeuer durch Gebet und Opfergaben zu Hilfe kommen (Memorialwesen), gibt es in der spätmittelalterlichen Vorstellungswelt auch das umgekehrte Motiv der Totenhilfe, dramatisch ausgeformt in einer Erzählung, die Caesarius von Heisterbach überliefert und die als unmittelbare Vorlage des Kolberger Bildes gelten kann.
Das Bild trägt die Unterschrift „Biddet got vor sievert grantzins sele vn alle kristen selen – Bittet Gott für Sievert Grantzins Seele und aller Christen Seelen“. Es wurde von Sievert Grantzin 1473 gestiftet für das Heil seiner eigenen Seele und aller verstorbenen Christen.

## Bildinhalt
Ein Ritter kniet auf einem Friedhof vor einem Gebeinhaus. Die Figur des Ritters ist im Umriss spätgotisch gebrochen, und sein reicher hellgrauer Panzer erscheint vielteilig. Das Haupt des Ritters ist mit einem Schaller mit aufgeklapptem Visier bedeckt. Um den Ritter herum erscheinen Gerippe in großer Erregung, die mit Spießen, Dreschflegeln, Scheren, Rudern, Haspeln, Beilen und Hämmern ausgerüstet sind. Auch aus den Türen der Kirche drängen sich Gerippe hervor. Am Kirchturm sehen ebenfalls Tote aus den Schalllöchern heraus und stoßen in eine Kriegstrompete. Die auseinanderfahrenden Bewegungsrichtungen der Toten werden von einer roten Friedhofsmauer eingekreist, die ebenfalls spätgotisch gebrochen erscheint. Nach vorn öffnen sich rundbogige Tore, und es erscheinen die Apostel Andreas und Jakobus als Schutzpatrone. Links oben drängt ein Heer mit roten Standarten heran, vor dem sich der Ritter auf den Friedhof geflüchtet hat und dem die Toten entgegentreten.